# Santo Quintino
Santo Quintino es una freguesia portuguesa del concelho de Sobral de Monte Agraço, con 28,88 km² de superficie y 3.432 habitantes (2001). Su densidad de población es de 118,8 hab/km². En su término se encuentra la Iglesia de San Quintino de estilo manuelino.